# Sibila de Conversano
Sibila de Conversano (m. fevereiro ou 21 de março de 1103) foi uma rica herdeira italiana e duquesa consorte da Normandia, como a esposa de Roberto Curthose, duque de Normandia.

## Vida
Era filha de Godofredo de Brindisi, Conde de Conversano (e uma sobrinha neta de Roberto Guiscard) e de Sichelgaita de Molise. Durante o inverno de 1096 e 1097, enquanto Roberto Curthose estava em Apúlia aguardando transporte na Primeira Cruzada, provavelmente iniciou as negociações para se casar com a herdeira, Sibila de Conversano. Orderico Vital afirma que Roberto "se apaixonou" por Síbila e promoveu o que o cronista chamou de "caráter verdadeiramente bom" e também escreveu que era "dotada de muitas virtudes e amável com todos que a conheciam". No retorno de Roberto da Cruzada, ambos se casaram em Apúlia em 1100.
Pouco depois de retornar à Normandia, empreenderam uma peregrinação ao Monte Saint-Michel para dar graças por seu retorno seguro da Cruzada. É claro que os escritores da época foram completamente tomados por Síbila, elogiando tanto sua beleza e inteligência. Durante a ausência de seu marido, Roberto de Torigni observou que a nova duquesa administrava a Normandia melhor do que o duque. Em 25 de outubro de 1102, seu filho nasceu. Foi nomeado Guilherme pelo Arcebispo Guilherme de Ruão que presidiu seu batismo, isto de acordo com Orderico. Guilherme de Malmesbury sugeriu que foi nomeado em honra ao seu avô, Guilherme, o Conquistador. Em 18 de março de 1103, menos de seis meses após o nascimento de seu único filho, ela morreu em Ruão, Caux, e foi enterrada, em meio a tristeza universal, na igreja catedral. O Arcebispo Guilherme Bonne-Ame realizou os ritos funerários. Foi admirada e frequentemente elogiada pelos cronistas da época; Guilherme de Malmesbury afirma que ela morreu como resultado da ligação de seus seios com muita força, enquanto ambos Roberto de Torigni e Orderico Vital sugerem que foi assassinada por um grupo de nobres liderados pela amante do marido, Inês de Ribemont.

## Família
Roberto e Síbila tiveram um filho:
- Guilherme Clito (1102 — 28 de Julho de 1128), Conde de Flandres.[3]